# Dromeu d'Estimfal
Dromeu d'Estimfal (en llatí Dromeus, en grec antic Δρομεύς) fou un esportista grec que per dues vegades va obtenir una victòria als Jocs Olímpics, en la modalitat de dòlic, una carrera llarga a peu de longitud variable, però en anys desconeguts. També va guanyar als Jocs Pitis dues vegades, als Jocs Ístmics tres vegades i als Jocs Nemeus cinc vegades. A Olímpia se li va aixecar una estàtua, obra de Pitàgores de Reggio. Pausànies diu que va ser el primer que es va alimentar de carn, ja que els atletes només menjaven formatge "de cistell" (formatge fresc).